# Cartelul Phoebus

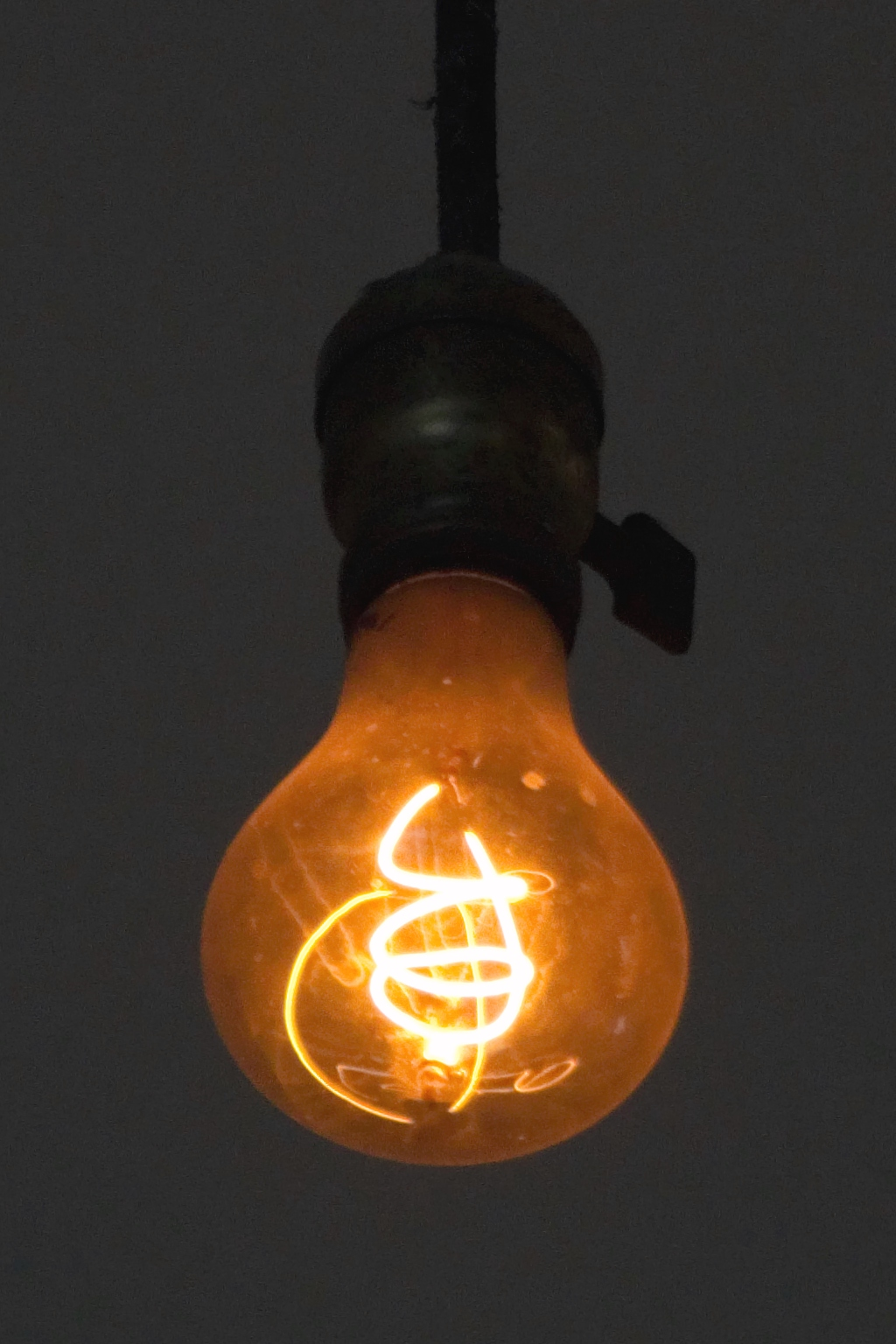
Bec vechi de peste 100 de ani (care funcționează din 1901). Instalat în stația de pompieri Livermore din California, nu a fost aproape niciodată stins.

Cartelul Phoebus a fost o înțelegere între cei mai importanți producători de becuri incandescente în scopul menținerii duratei de viață a becurilor lor cu mult sub capacitățile lor reale tehnologice. În acest fel se asigura cererea continuă pentru mai multe becuri, prin urmare creștea profitul pe termen lung al producătorilor.

## Fundal
Becurile incandescente au fost inventate de chimistul englez Humphry Davy în 1809. Dar până la Thomas Edison nu exista nicio modalitate de a le produce în masă pentru comercializare. În 1924, cei mai importanți producători de becuri au format Cartelul Phoebus, un cartel internațional care avea intenția de a standardiza becurile. Cartelul a fost oficial desființat în 1939.

### Cartelul Phoebus
Cartelul Phoebus a fost o înțelegere între mai mulți producători, Osram, Philips, General Electric și alții, din 23 decembrie 1924 până în 1939, care a existat pentru a controla producerea și vânzarea de becuri.

## Teoria conspirației
Teoreticienii conspirației suspectează faptul că scopul principal al cartelului Phoebus nu a fost de a dezvolta standarde internaționale, ci să micșoreze durata de viață a tuturor becurilor. S-a observat că înainte de 1924, speranța de viață declarată era de cel puțin 2000 de ore. Odată cu creșterea cererii și, prin urmare, al profitului, membrii Phoebus au convenit să reducă la jumătate speranța de viață a tuturor becurilor prin utilizarea de materiale de calitate inferioară și prin metodele de producție. Scăderea speranței de viață a fost realizată treptat până la dizolvarea cartelului, pentru a se evita atragerea atenției publicului.
Deși Phoebus a fost desființat în 1939, potrivit teoreticienilor, influența sa este încă simțită în Occident. Prin comparație, la becurile sovietice și la cele produse în alte țări socialiste (care nu au aderat la standarde occidentale) s-a observat o durată de viață de două ori mai mare decât la cele occidentale. Becurile chinezești moderne au o speranță de viață de 5000 ore. În plus, becurile produse în Marea Britanie în timpul sau imediat după cel de-al doilea război mondial, când sentimentele patriotice depășeau interesele comerciale, se pot găsi astăzi încă în funcțiune. Aceste becuri electrice antice sunt căutate de către producători, pentru a le scoate din circulație pentru studiu. Cea mai veche lampă din lume, „Centennial Light”, este utilizat de 122 ani (în 2023 ).
Mai multe încercări au fost făcute în Europa pentru a eluda standardele stabilite de Phoebus. În 1975, ceasornicarul german Dieter Binninger a inventat un bec cu speranța de viață de 150.000 de ore (cu alte cuvinte, 17 ani de utilizare continuă). Becul se numea Ewigkeitsglühbirne (lampă veșnică). Cu toate acestea, la scurt timp după ce a găsit în cele din urmă un producător de becuri pentru proiectul său, în 1991, Binninger a murit într-un accident de avion, catalogat oficial drept un accident. De atunci, brevetul lui s-a scufundat în obscuritate și uitare.